# Гуржи-Мохк
Гуржи-Мохк (чечен. Гуьржи-Мохк) — село в Ножай-Юртовском районе Чеченской Республики. Входит в состав Бенойского сельского поселения.

## География
Село расположено в верховьях одного из левых притоков реки Ямансу, в 17 км к юго-западу от районного центра — Ножай-Юрт и в 85 км к юго-востоку от города Грозный.
Ближайшие населённые пункты: на севере — село Хочи-Ара, на северо-востоке — село Гендерген, на востоке — село Стерч-Керч, на юго-востоке — село Денги-Юрт, на юге — село Беной, на юго-западе — сёла Пачу и Оси-Юрт, и на северо-западе — село Энгеной.

## История
В 1840 году, в ходе экспедиции, было разорено и разрушено вместе с аулами Зандак-Ара и Гендерген, генералом российской армии Александром Пулло, в ходе второй карательной экспедиции для поддержания русского правления Кавказа.

## Население
| 1990 | 2002 | 2010 |
| ---- | ---- | ---- |
| 514  | ↗678 | ↗826 |

## Образование
- Гуржи-Мохкская муниципальная средняя общеобразовательная школа[8].

## Галерея
- Дорога у спуска в Гуржи-Мохк
- Въезд в Гуржи-Мохк
- Мечеть в Гуржи-Мохк